# Italia ai Giochi della V Olimpiade
L'Italia partecipò ai Giochi della V Olimpiade svoltisi a Stoccolma dal 5 maggio al 22 luglio 1912, con una delegazione ufficiale di 61 atleti, tutti uomini.

## Medaglie

### Medagliere
| Sport            | Oro | Argento | Bronzo | Totale |
| ---------------- | --- | ------- | ------ | ------ |
| Ginnastica       | 2   | 0       | 1      | 3      |
| Scherma          | 1   | 1       | 0      | 2      |
| Atletica leggera | 0   | 0       | 1      | 1      |
| Totale           | 3   | 1       | 2      | 6      |

### Medaglie
| Medaglia | Nome | Sport            | Evento               |
| -------- | --- | ---------------- | -------------------- |
| Oro      | Alberto Braglia | Ginnastica       | Concorso individuale |
| Oro      | Nedo Nadi | Scherma          | Fioretto individuale |
| Oro      | Pietro Bianchi Guido Boni Alberto Braglia Giuseppe Domenichelli Carlo Fregosi Alfredo Gollini Francesco Loi Luigi Maiocco Giovanni Mangiante Lorenzo Mangiante Serafino Mazzarocchi Guido Romano Paolo Salvi Luciano Savorini Adolfo Tunesi Giorgio Zampori Umberto Zanolini Angelo Zorzi | Ginnastica       | Concorso a squadre   |
| Argento  | Pietro Speciale | Scherma          | Fioretto individuale |
| Bronzo   | Fernando Altimani | Atletica leggera | 10 km di marcia      |
| Bronzo   | Adolfo Tunesi | Ginnastica       | Concorso individuale |

### Plurimedagliati
| Nome            | Sport      | Oro | Argento | Bronzo | Totale |
| --------------- | ---------- | --- | ------- | ------ | ------ |
| Alberto Braglia | Ginnastica | 2   | 0       | 0      | 2      |
| Adolfo Tunesi   | Ginnastica | 1   | 0       | 1      | 2      |